# Сан-Хуан-де-Сабинас
Сан-Хуан-де-Сабинас (исп. San Juan de Sabinas) — малый город в Мексике, штат Коауила, входит в состав одноимённого муниципалитета. Численность населения, по данным переписи 2020 года, составила 1257 человек.

## Общие сведения
Название муниципалитета составное: San Juan дано в честь святого Иоанна, а Sabinas — в знак растущих по берегам местной реки сабиновых деревьев.
В 1814 году капитаном Хосе Мельчором Санчесом Наварро в данном месте была приобретена земля, где 3 июня 1829 года была построена асьенда Сан-Хуан.
24 ноября 1866 года президент Бенито Хуарес подписал декрет о создании на месте асьенды новой вильи Сан-Хуан-де-Сабинас.
13 мая 1869 года был создан одноимённый муниципалитет с административным центром в этом городке, но 5 мая 1979 года центр муниципалитета был перенесён в город Нуэва-Росита.